# Даугавгрива (микрорайон)

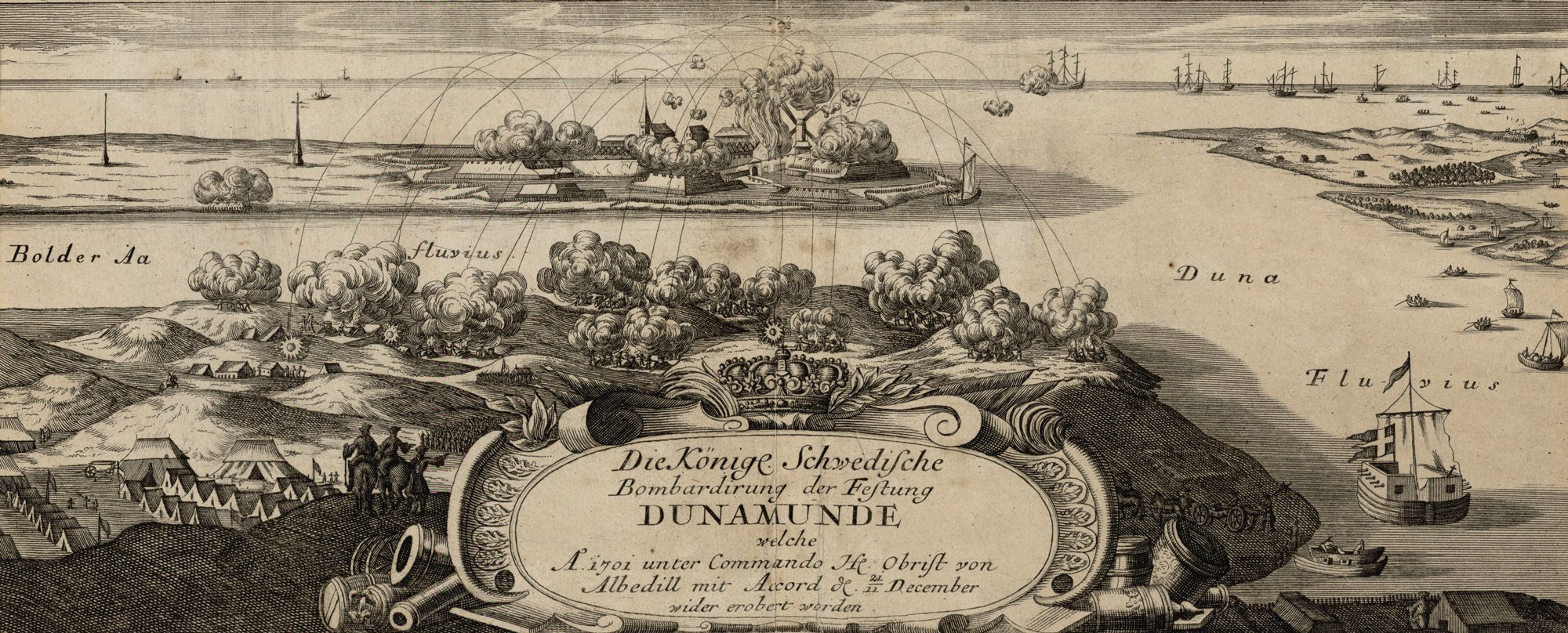
Шведская армия бомбардирует крепость Дюнамюнде. Гравюра XVIII века

Да́угавгрива (латыш. Daugavgrīva), до 1893 года — Динамюнде (нем. Dünamünde), в 1893—1917 годах — Усть-Двинск, — микрорайон города Риги, находится в составе Курземского района. Граничит с микрорайонами Ритабулли, Болдерая и Вецмилгравис. Включён в черту города в 1924 году.
Основными достопримечательностями микрорайона являются одноимённая крепость и маяк. Также в Даугавгриве расположена Латвийская морская академия — единственное высшее учебное заведение страны, где готовят морских специалистов.